# Ramón García Romero
Ramón García Romero (né en 1941 à Cordoue, mort le 18 novembre 2013 à Cordoue) est un artiste et artisan espagnol de la ville de Cordoue spécialisé dans les techniques médiévales de travail sur cuir.

## Biographie
Ramón García Romero est né le 12 juillet 1941 à Cordoue,. Il fait ses études à l'École des arts et métiers de la ville. À l'âge de 18 ans, lors d'une visite chez l'un de ses professeurs, il découvre des œuvres travaillées sur cuir, ce qui l'impressionne et lui donne envie d'apprendre à en réaliser. De là, il apprend l'existence de la technique médiévale du guadamecí omeyyade, perdue depuis plus de cinq siècles. Il se documente alors sur ces techniques et sur leur histoire et entreprend de les redécouvrir. Cette recherche l'occupe pendant plus de cinquante ans de travail, d'étude et d'enquête. Il remet ainsi en usage les deux techniques des  guadamecíes et des cordobanes utilisées pour le cuir de Cordoue. Ces techniques consistent à préparer, à graver et à travailler le cuir en le recouvrant de métal, puis à le peindre.
Les œuvres de Romero ont été acquises des musées européens, des collections particulières dans les pays arabes ou du Moyen-Orient, des banquiers ou des personnalités de la culture.
Ramón García Romero est mort le 18 novembre 2013 à Cordoue. Il a été enterré dans la chapelle du Tanatorio.

## Distinctions
Ramón García Romero a été reconnu patrimoine humain de la ville de Cordoue en 2013. Il a également reçu le Premio de las Artes Juan Bernier.

## Maison-musée à Cordoue
Une maison-musée consacrée à Ramón García Romero a ouvert à Cordoue en 2006.